# Wang Duo (dinastia Ming)
Avís: En la història de l'art xinès han existit dos Wang Duo: un que va morir el 884 i el que va viure sota la dinastia Ming. Wang Duo va ser també el duc de Jin (relacionat amb la dinastia Tang).
Wang Duo (xinès simplificat: 王铎; xinès tradicional: 王鐸; pinyin: Wáng Duó), també conegut com a Jue Si i Cong Giao. Fou un pintor, poeta i cal·lígraf xinès que va viure sota la dinastia Ming en el seu període final. Va néixer el 1592 a Mengjin, província de Henan i va morir el 1652. Com a cal·lígraf es va inspirar en el gran mestre Yan Zhenqing. L'estil de Wang Duo va rebre la influència del pintor i cal·lígraf Mi Fu.